# A History of New York
A History of New York ist eine als Geschichtswerk getarnte Satire, die der amerikanische Schriftsteller Washington Irving 1809 unter dem Pseudonym Diedrich Knickerbocker veröffentlichte. Der vollständige Titel des Werkes lautet A history of New York, from the beginning of the world to the end of the Dutch dynasty. Containing, among many surprising and curious matters, the unutterable ponderings of Walter the Doubter, the disastrous projects of William the Testy, and the chivalric achievements of Peter the Headstrong, the three Dutch governors of New Amsterdam: being the only authentic history of the times that ever hath been published.
Eine deutsche Übersetzung erschien 1829 unter dem Titel Humoristische Geschichte der Stadt New-York, vom Anbeginn der Welt bis zur Endschaft der holländischen Dynastie, worin unter vielen erstaunlichen und merkwürdigen Dingen, abgehandelt sind die unaussprechlichen Erwägungen Walters des Zweiflers, die vom Unstern verfolgten Projecte Wilhelms des Eigensinnigen, und die ritterlichen Thaten Peters des Starrköpfigen, der drei holländischen Gouverneure von New-Amsterdam: als die einzige authentische Historie dieser Zeiten, die jemals ans Licht gestellt worden oder werden wird.

## Inhalt
In ihr zeichnet Irving ein wenig schmeichelhaftes Bild der Siedler der Kolonie Nieuw Nederland, aus der Irvings Heimatstaat New York hervorging. Die Niederländer werden als bräsige, faule, pfeifenrauchende Schildbürger von geringem Verstand gezeichnet, was Irving seinerzeit den Zorn der niederländischstämmigen New Yorker einbrachte. Liest sich das Werk vordergründig als derbe Burleske, so ist es auf einer anderen Ebene zugleich eine beißende Satire auf die politische Führung der Vereinigten Staaten zu Irvings Lebzeiten. So ist die Figur des unfähigen Gouverneurs Wilhelmus Kieft ein spöttisches Porträt Thomas Jeffersons.
Die Geschichte New Yorks erscheint eingerahmt von einer doppelten Herausgeberfiktion: Auf eine „Nachricht über den Verfasser“, eine Beschreibung Dietrich Knickerbockers aus der Hand seines vorgeblichen Herausgebers, folgt ein Vorwort des vorgeblichen Autors Knickerbocker „An das Publikum.“ Knickerbocker erklärt hierin Ziel und Zweck seines Werks: Um den „vielen großen und wunderbaren Thaten unserer holländischen Vorfahren den gerechten Tribut des Nachruhms zu verschaffen,“ habe er es in vorliegendem Werk unternommen, die Geschichte der ersten Jahre seiner Heimatstadt zu schildern, gleich Xenophon „mit äußerster Unparteilichkeit und strikter Befolgung der Wahrhaftigkeit.“ Das eigentliche Werk ist in sieben Bücher mit je fünf bis zehn Kapiteln gegliedert, in denen er die Geschicke New Yorks „von Anbeginn der Welt“ bis zur Eroberung der Kolonie durch die Engländer im Jahr 1667 schildert.

## Entstehungs- und Werkszusammenhang
Die Geschichte der Stadt New-York ist das erste selbständige Werk Washington Irvings. Begonnen hatte er seine Karriere als Schriftsteller 1802 mit vorgeblichen Leserbriefen, gezeichnet mit dem Pseudonym Jonathan Oldystyle im Morning Chronicle, einer von seinem Bruder Peter Irving herausgegebenen Tageszeitung. 1807–1808 gab er gemeinsam mit einem weiteren Bruder, William Irving, und seinem Schwippschwager James Kirke Paulding in den 20 Ausgaben der Zeitschrift Salmagundi das kulturelle und politische Treiben besonders der höheren Kreise New Yorks aufs Korn. In gewisser Hinsicht erscheint die History als Fortführung von Salmagundi; in einer der späteren Nummern hatte Irving sich von der Gegenwart zur Geschichte der Stadt zugewandt und eine humorige Episode als vorgeblich den Annalen der Stadt entnommenene wahre Begebenheit abgedruckt (Of the Chronicles of the Renowned and Antient City of Gotham). Er knüpfte so an das Genre des Spottepos (mock-heroic epic) an, das die Dichtung des englischen Neoklassizismus mit Werken wie Samuel Butlers Hudibras, Jonathan Swifts The Tale of the Tub, John Drydens MacFlecknoe und Alexander Popes The Rape of the Lock über ein Jahrhundert dominierte. Anders als diese Werke sind die pseudohistorischen Berichte in Salmagundi ebenso wie die History jedoch in Prosa gehalten.
Die ersten Pläne zur History of New York gehen auf das Jahr 1808 zurück, wenige Monate, nachdem die letzte Nummer des Salmagundi erschienen war. Wiederum war sie ursprünglich als familiäre Kollaboration geplant: die ersten Entwürfe schrieb Washington Irving gemeinsam mit seinem älteren Bruder Peter Irving, der sich jedoch im Herbst des Jahres nach Europa einschiffte, um die Leitung der dortigen Dependance des Irvingschen Handelsunternehmens zu übernehmen; er sollte erst 1832 nach New York zurückkehren.
Ursprünglich hatten die Brüder vor, eine Parodie auf einen kurz zuvor erschienenen Band von Samuel Latham Mitchill zu schreiben. Mitchill genoss in New York einiges Renommee als Universalgelehrter, beglückte die Stadt mit ebenso zahlreichen wie langatmigen Vorträgen über so verschiedene Themen wie Ichthyologie, Erdbeben, Literatur und Medizin. 1807 veröffentlichte dieser weitgereiste Polyhistor einen Band mit dem Titel The Picture of New York; or The Traveller's Guide through the commercial metropolis of the United States. Dieser in thematische Kapitel (Geschichte, Topographie, Gesundheit, Wirtschaft usw.) gegliederte Reiseführer ließ New-York geradezu paradiesisch erscheinen. Den Brüdern Irving hingegen, die die Metropolen Europas aus eigener Anschauung kannten, erschien diese Überhöhung des doch noch recht überschaubaren New York – um 1800 eine Stadt mit kaum mehr als 60.000 Einwohnern – recht vermessen. Die Parodie der Irvings sollte eigentlich der thematischen Gliederung des Vorbilds folgen, doch entschied sich Washington Irving nach der Abreise seines Bruders, stattdessen das als Einleitung gedachte Geschichtskapitel zu einer umfassenden Pseudochronik der Stadt New York „vom Anbeginn der Welt bis zur Endschaft der holländischen Dynastie“ auszuspinnen. Der Grund dafür mag sein, dass er bei seinen Recherchen erstmals aufrichtiges Interesse an gelehrten Schriften entwickelte.
Während der Arbeit an der History verstarb im April 1808 nach kurzer, schwerer Krankheit Matilda Hoffman, an die Irving sein Herz verloren hatte. Dieser Schicksalsschlag, von seinen späteren Biografen oft auf höchst sentimentale Weise geschildert, sollte sein Gemüt nachhaltig verfinstern; der Arbeit an der History hingegen gab er plötzlichen Schub. In den nächsten Wochen und Monaten schrieb er umso eifriger an seinem Werk, um den schmerzlichen Gedanken an seine verlorenen Liebe zu verdrängen. Zum Schreiben zog er sich teils für Wochen aufs Land zurück, in der Stadt verbrachte er die meiste Zeit zwischen verstaubten alten Büchern in der Bibliothek der New York Historical Society zurück.
Die History war ein sofortiger Verkaufserfolg: Bereits nach einem Jahr beliefen sich Irvings Tantiemen auf $ 2.000. Insbesondere in New York spaltete das Werk die Gemüter: Viele der Nachkommen der holländischen Siedler fühlten sich in ihrer Ehre verletzt. Es geht die Mär, dass eine gefürchtete Vettel aus Albany sich auf den Weg nach Manhattan machte, um Irving eigenhändig mit ihrer Pferdepeitsche zu versohlen.

## Ausgaben

### Zeitgenössische Ausgaben
- A History of New York…. Inskeep & Bradford, Philadelphia 1809. (Erstausgabe)
- A History of New York…. Inskeep & Bradford, Philadelphia 1812. (1. überarbeitete Ausgabe; Digitalisat beim Internet Archive)
- A History of New York… Band I von The Works of Washington Irving. New Edition, Revised George P. Putnam (Ausgabe letzter Hand; Author's Revised Edition); Digitalisat bei Google Book Search.

### Moderne Ausgaben
- Stanley T. Williams und Tremaine McDowell (Hrsg.): A History of New York. Yale University Press, New Haven 1927.
- Michael L. Black und Nancy B. Black (Hrsg.): A History of New York…. Twayne, Boston 1984 (=Band 7 von Henry A. Pochmann, Herbert L. Kleinfield, Richard D. Rust (Hrsg.): The Complete Works of Washington Irving. 30 Bände. University of Wisconsin Press, Madison/Twayne, Boston 1969–1986).
- Elizabeth L. Bradley (Hrsg.): A History of New York. Penguin, London und New York 2008.

### Übersetzungen
- Humoristische Geschichte der Stadt New-York… Verlag Johann David Sauerländer, Frankfurt am Main 1829. Digitalisat

## Sekundärliteratur
- Ralph M. Aderman: Critical Essays on Washington Irving. Hall, Boston 1990. ISBN 0-8161-8896-3.
- Peter Antelyes: Tales of Adventurous Enterprise. Washington Irving and the Poetics of Western Expansion. New York u. a.: Columbia Univ. Pr., New York 1990. ISBN 0-231-06860-3.
- Helmbrecht Breinig: Irvings Kurzprosa, Kunst und Kunstproblematik im erzählerischen und essayistischen Werk. Europäische Hochschulschriften. Reihe 14, Angelsächsische Sprache und Literatur. Bd. 6. Herbert Lang, Bern 1972. ISBN 3-261-00789-3.
- Robert A. Ferguson: „Hunting Down a Nation“: Irving's A History of New York. In: James W. Tuttleton (Hg.): Washington Irving: The Critical Reaction. AMS Press 1993. (erstmals erschienen in: Nineteenth-Century Fiction 36:1, Juni 1981. S. 22–46.)
- Jeffrey Insko: Diedrich Knickerbocker, Regular Bred Historian. In: Early American Literature 43:3, 2008. S. 605–641.
- Jerome McGann: Washington Irving, A History of New York, and American History. In: Early American Literature 47:2, 2012, S. 349–76.
- Andrew B. Myers (Hrsg.): A Century of Commentary on the Works of Washington Irving. 1860–1974. Sleepy Hollow Restorations, Tarrytown NY 1976. ISBN 0-912882-28-X.
- Martin Roth: Comedy and America. The Lost World of Washington Irving. Kennikat Press, Port Washington NY 1976. ISBN 0-8046-9132-0.
- Stanley T. Williams: The Life of Washington Irving. 2 Bände. Oxford University Press, New York 1935.